# Cenarchaeales
A Cenarchaeales az Archaea domén Thaumarchaeota törzsének rendje.